# Rhizomyia improbabilis
Rhizomyia improbabilis är en tvåvingeart som beskrevs av Boris Mamaev 1998. Rhizomyia improbabilis ingår i släktet Rhizomyia och familjen gallmyggor. Inga underarter finns listade i Catalogue of Life.